# Alycidae
Alycidae är en familj av spindeldjur. Alycidae ingår i ordningen kvalster, klassen spindeldjur, fylumet leddjur och riket djur.
Kladogram enligt Dyntaxa:
| Alycidae | \| \| Alycus \| \| \| \| \| \| Bimichaelia \| \| \| \| |
|          | \| \| Alycus \| \| \| \| \| \| Bimichaelia \| \| \| \| |
|          | Alycus                                                 |
|          |                                                        |
|          | Bimichaelia                                            |
|          |                                                        |